# Tratado multilateral
Un tratado multilateral es un tratado del cual tres o más Estados soberanos forman parte. Cada parte obtiene un nivel de responsabilidades igual a las demás partes, exigencia que puede no producirse en algunos casos. Ejemplos de tratados multilaterales pueden incluyen la Convención sobre el Estatuto de los Refugiados, los Convenios de Ginebra o el Estatuto de Roma. 

## Otros tipos
Un tratado bilateral es un acuerdo entre dos Estados. El tratado bilateral puede convertirse en un tratado multilateral cuando nuevas partes adicionales acceden o suceden al convenio. 
Un tratado plurilateral es un tipo especial de tratado multilateral. Un tratado plurilateral es un documento entre un número limitado de Estados con un interés particular en un ámbito específico del tratado. La principal diferencia entre un tratado plurilateral y un tratado multilateral es que la capacidad de reserva es más limitada bajo los supuestos de un tratado plurilateral. A causa de la limitada naturaleza de un tratado plurilateral, la completa cooperación entre las partes del tratado es requerida en el orden en el cual las diferentes partes se unieron al tratado. Como resultado, las reservas para un tratado plurilateral no están permitidas sin el consentimiento de todas las partes del tratado. Este principio se encuentra codificado por el derecho internacional en el artículo 20(2) de la Convención de Viena: 
Cuando del número limitado de estados negociadores y del objeto y propósito de un tratado se desprende que la aplicación del tratado en su totalidad entre todas las partes es una condición esencial del consentimiento de cada uno de estar obligado por el tratado, la reserva requiere la aceptación de todas las partes.
Un ejemplo de tratado plurilateral es el Tratado Antártico, firmado en 1959.

## Comisiones Intergubernamentales de Alto Nivel
Las Comisiones Intergubernamentales de Alto Nivel son un nuevo esquema de relacionamiento entre Estados que sostienen una relación diplomática. Las mismas buscan fortalecer el desarrollo de una agenda conjunta para el beneficio mutuo de los Estados suscriptores.